# طريق رقم 9 (العراق)
الطريق رقم 9 هو طريق سريع يمتد من بغداد مروراً بناحية الإسكندرية ثم الى كربلاء والنجف حتى قضاء المناذرة.